# Ворошилов Ігор Олегович
Ігор Олегович Ворошилов (13 серпня 1989, м. Полоцьк, СРСР) — білоруський хокеїст, центральний нападник. Виступає за Хімік-СКА Новополоцьк у Білоруській Екстралізі.
Виступав за «Монктон Вайлдкетс» (QMJHL), «Керамін» (Мінськ), «Шинник» (Бобруйськ), ХК «Вітебськ», «Юність» (Мінськ), «Єрмак» (Ангарськ).
У складі молодіжної збірної Білорусі учасник чемпіонатів світу 2007 (дивізіон I), 2008 (дивізіон I) і 2009 (дивізіон I). У складі юніорської збірної Білорусі учасник чемпіонатів світу 2006 і 2007 (дивізіон I).